# Prompton
Prompton est un borough situé au centre du comté de Wayne, en Pennsylvanie, aux États-Unis,. En 2010, il comptait une population de 250 habitants, estimée au 1er juillet 2020 à 284 habitants. Le borough est incorporé en août 1850.

## Démographie
Lors du recensement de 2010, le borough comptait une population de 250 habitants. Elle est estimée, en 2020, à 284 habitants.